# Meligethes nanus
Meligethes nanus är en skalbaggsart som beskrevs av Wilhelm Ferdinand Erichson 1845. Meligethes nanus ingår i släktet Meligethes, och familjen glansbaggar. Enligt den svenska rödlistan är arten starkt hotad i Sverige. Arten förekommer på Gotland och Öland. Arten har tidigare förekommit i Götaland men är numera lokalt utdöd. Artens livsmiljö är jordbrukslandskap, stadsmiljö.